# Insieme: 1992
Insieme: 1992 је песма која је Италији донела победу на такимичењу за Песму Евровизије 1990. које се одржало у Загребу у тадашњој Југославији.

## На Евровизији
Песма Insieme: 1992 (у преводу Заједно: 1992), коју је извео представник Италије, Тото Кутуњо је својеврсна химна највљеном уједињењу Европе крајем 1992. године из које ће касније настати Европска унија. Тото Кутуњо је од 21 жирија добио укупно 149 поена. То је била последња победа Италије на Песми Евровизије до данас. Пратеће вокале на сцени у Концертној дворани Ватрослава Лисинског певали су чланови југословенског састава Пепел ин кри из Словеније, који су и сами учествовали на Песми Евровизије 1975. Тото је носио бело одело, песма је изведена 19. по реду, а оркестром је дириговао Ђани Мадонини. Песма Insieme: 1992 постала је тог лета велики хит у Европи. Међутим, док је Тото Кутуњо славио своју победу на такмичењу за Песму Евровизије која се одиграла у целовитој Југославији, односи југословенских република били су веома заоштрени, многи критичари су изнели став да је иронично то што Југославија није схватила поруку те песме, јер је непуних годину дана од овог такмичења почео рат у Југославији.

## Списак песама
1. Insieme: 1992
2. Insieme: 1992 (инструментална верзија)

## Топ листе

### Недељне листе
| Листа                            | Највиша позиција |
| -------------------------------- | ---------------- |
| Финска (Suomen virallinen lista) | 25               |
| Италија (Musica e dischi)        | 14               |
| Холандија (Dutch Top 40)         | 18               |
| Португалија (UNEVA)              | 2                |

### Годишње листе
| Листа                                    | Позиција |
| ---------------------------------------- | -------- |
| Аустрија (Ö3 Austria Top 40)             | 14       |
| Белгија (Ultratop Flanders)              | 84       |
| Европа (Eurochart Hot 100)               | 44       |
| Швјацарска (Schweizer Hitparade)         | 14       |
| Западна Немачка (Official German Charts) | 58       |